# Elisa Parejo
Elisa Parejo De Cámara (Santo Domingo, 23 de noviembre de 1937) es una actriz y comediante dominicana de gran trayectoria que desarrollo su vida artística en Venezuela.

## Vida
Elisa mostró su interés por el mundo de la actuación, gracias a sus padres, su madre era actriz y su padre productor de radionovelas.
Con tan solo 4 años de edad, Parejo comenzó a dar sus primeros pasos en el mundo artístico. Ella y su hermano, José Luis, se dieron a conocer a través del programa «Tontín y Tontona». A los 14 años, Parejo formó parte del elenco del programa humorístico más famoso de Venezuela, «Radio Rochela», donde trabajó por casi 40 años. Su trabajo en este programa la catapultó a la fama y le permitió consolidarse como una de las grandes figuras del humor en Venezuela.
Parejo perteneció al staff de Radio Rochela desde el 1959 hasta el 2010, también se le conoce por formar parte de la evolución del cine venezolano, pues también de desempeñó como actriz en varias películas. Su trabajo más reciente fue en la serie juvenil en 2014 “La CQ” donde interpretó a: Margarita “Miss Mago” Camargo López.

### Matrimonio e hijos
Contrajo matrimonio con el actor Carlos Cámara, con quien procreó tres hijos: Carlos Cámara Jr., Víctor Cámara y Lolita Cámara. El matrimonio terminó en divorcio.

## Filmografía

### Telenovelas
- Camay (1954).
- La usurpadora (1971) - Mujer del Velo.
- Sacrificio de mujer (1972) - Leticia.
- Raquel (1973) - Olivia.
- Cristal (1985) - Doña Chona.
- Mansión de Luxe (1986) - Doña Torrealba.
- La pasión de Teresa (1989) -  Azalea.
- Gardenia (1990).

### Programas
- Radio Rochela (1959-2010).

### Series
- La CQ (2014) - Margarita "Miss Mago" Camargo López.
- Niño de papel (1981-1982) - Doña Ruvaldina.